# 2895 Memnon
2895 Memnon è un asteroide troiano di Giove del campo troiano. Scoperto nel 1981, presenta un'orbita caratterizzata da un semiasse maggiore pari a 5,2399586 UA e da un'eccentricità di 0,0496281, inclinata di 27,20987° rispetto all'eclittica.
L'asteroide è dedicato a Memnone, il bellissimo re di Persia ed Etiopia nipote di Priamo e suo alleato nella guerra di Troia.